# 朱良志
朱良志（1955年—），安徽滁州人，中国美学家，北京大学教授。

## 生平
1982年毕业于安徽师范大学并留校工作，1993年晋升教授，曾任安徽师范大学文学院院长。1999年调入北京大学，现任北京大学哲学系教授，北京大学美学与美育研究中心主任。

## 著作
- 《生命清供：国画背后的世界》（2005年，北京大学出版社）
- 《石涛研究》（2005年，北京大学出版社）
- 《中国艺术的生命精神》（2006年，安徽教育出版社）
- 《中国美学十五讲》（2006年，北京大学出版社）
- 《中国文化读本》（合著）（2008年，外语教学与研究出版社）
- 《真水无香》（2009年，外语教学与研究出版社）
- 《八大山人研究》（2010年，安徽教育出版社）
- 《南画十六观》（2013年，北京大学出版社）
- 《曲院风荷：中国艺术论十讲》（2014年，中华书局）
- 《黄宾虹：内美静中参》（主编）（2015年，浙江人民美术出版社）
- 《顽石的风流》（2016年，中华书局）
- 《石涛诗文集》（2017年，北京大学出版社）
- 《清气满乾坤——中国诗书画的高风峻节》（主编）（2018年，江西美术出版社）
- 《生命清供》（2018年，北京大学出版社）
- 《中华上下五千年（图表助读版，全四册）》（主编）（2018年，华文出版社）
- 《扁舟一叶：画学与理学研究》（2020年，安徽文艺出版社）
- 《四时之外》（2023年，北京大学出版社）

## 奖励
- 2009年，获高等学校科学研究优秀成果奖（人文社会科学）一等奖（独立）[3]
- 2012年，获第六届吴玉章人文社会科学奖优秀奖
- 2013年，获第六届高等学校科学研究优秀成果奖（人文社会科学）成果普及奖[4]
- 2014年，获第九届中国文联文艺评论奖特等奖[5]
- 2014年，获第二届“中国美术奖•理论评论奖”二等奖[6]
- 2017年，获首届“张世英美学哲学奖励基金”学术成就奖[7]
- 2024年，获第十九届文津图书奖[8]
- 2024年，获第九届高等学校科学研究优秀成果奖（人文社会科学）二等奖[9]